# Wilmette
Wilmette è un comune (village) degli Stati Uniti d'America, nella Contea di Cook nel nord-est dell'Illinois. È situato a circa cinque chilometri a nord di Chicago.
Wilmette è considerata una comunità dormitorio del North Shore District.
Nel 2007, secondo il Business Week, Wilmette fu classificata al settimo migliore posto negli USA per la crescita e lo sviluppo dei bambini.

## Monumenti e luoghi d'interesse

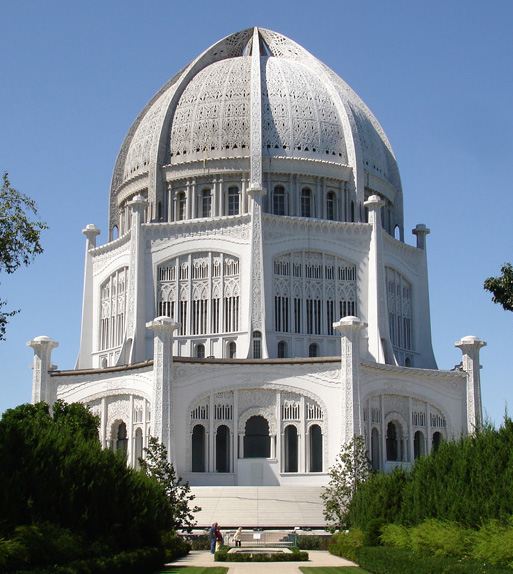
Il tempio bahai

Le attrazioni di Wilmette comprendono il Gillson Park, il Centennial Park, il Wilmette Golf Club e il tempio bahai con la struttura amministrativa della Assemblea Nazionale bahai americana.
Il tempio bahai è stato dichiarato nel 2007 dall'Illinois Bureau of Tourism una delle sette meraviglie dell'Illinois.